# Realme
Realme (en xinès, 真我; pinyin, Zhēn wǒ), és un fabricant de productes electrònics amb seu a Dongguan, Guangdong, Xina. És principalment conegut pels seus telèfons intel·ligents.
És subsidiària de BBK Electronics, igual que Oppo, OnePlus i Vivo.

## Models comercialitzats a Espanya[1][2]
- Realme 5i
- Realme 5
- Realme 5 Pro
- Realme C3
- Realme X2 Pro
- Realme 6i
- Realme 6
- Realme 6 Pro
- Realme 7
- Realme 7i
- Realme 7 Pro
- Realme 8
- Realme 8i
- Realme 8 Pro
- Realme 8 5G[3]
- Realme X50 Pro
- Realme X3 SuperZoom
- Realme X50 5G
- Realme C11
- Realme GT
- Realme GT Neo 2
- Realme GT Neo 3
- Realme GT 2
- Realme GT 2 Pro